# Allie
Laura Dennis (nacida el 3 de septiembre de 1987) es una luchadora profesional canadiense, conocida por haber trabajado para All Elite Wrestling bajo el nombre de Allie y The Bunny, desde 2019 al 2023. Entre sus logros destacan un reinado como Shine Tag Team Championship y Shimmer Tag Team Championship como parte de The Kimber Bombs junto a Kimber Lee, también el haber conseguido el WSU Champion y el Campeonato de Knockouts de Impact en dos ocasiones.
Dennis es conocida por haber trabajado en Impact Wrestling (IW), Great Canadian Wrestling, NCW Femmes Fatales, Shimmer Women Athletes, Shine Wrestling, Women Superstars Uncensored (WSU) y Combat Zone Wrestling (CZW) bajo el monre de Cherry Bomb.

## Carrera

### Entrenamiento
En su cumpleaños dieciocho, Dennis comenzó a entrenar en the Squared Circle Training Centre en Toronto, Ontario, con Rob Etcheverria. Etchevaria le dio el nombre de Cherry Bomb, y comenzó a lucha bajo ese nombre. Luego entreno con Derek Wylde. Debutó en mayo de 2005 en Oshawa, Ontario.

### Promociones Canadienses (2005–2016)
Cherry Bomb debutó en Pure Wrestling Association (PWA) en una lucha contra 21st Century Fox el 22 de julio del 2005. Compitió en el Elite 8 Tournament, pero fue eliminada por Danyah Rivietz en la primera ronda. Más tarde hizo equipo con Kristal Banks perdiendo ante Tiana Ringer y Luscious Lily. Bomb tuvo su primera victoria contra 21st Century Fox en PWX event. En enero de 2006 perdió ante 21st Century Fox en una lucha para determinar a la primera PWA Elite Women's Champion.
Tuvo su primera aparición en Capital City Championship Combat en 2008 una promoción ubicada en Ottawa. Luchó para Classic Championship Wrestling (CCW), donde ganó el Women's Championship, y lo defendió contra Evilyn, Alexxis, y Jaime D.

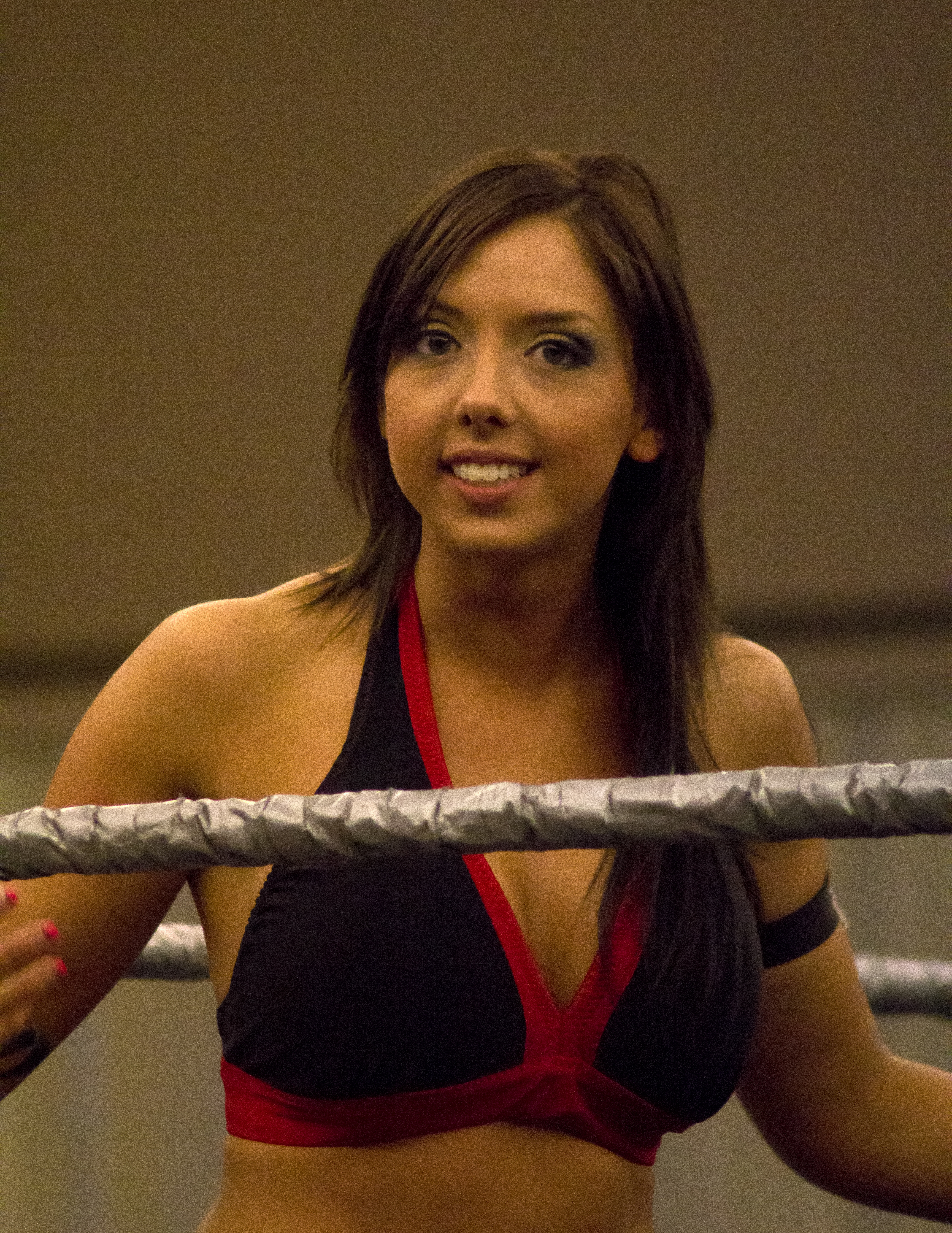
Cherry Bomb en 2011

Cherry Bomb fue parte de primer show de NCW Femmes Fatales el 5 de septiembre del 2009 donde perdió contra Sara Del Rey. Tuvo su primera victoria en la promoción el 6 de febrero del 2010 donde derrotó a Mistress Belmont. Ella estaba programado para luchar contra Daffney en el tercer espectáculo NCW Femmes Fatales , pero fue incapaz de luchar. En Femmes Fatales IX el 7 de julio del 2012, Cherry Bomb y Sweet Cherrie perdieron ante The Canadian NINJA’s (Portia Pérez y Nicole Matthews) por los Shimmer Tag Team Championship. Después de la lucha, Cherry Bomb atacó Sweet Cherrie, culpándola por perder.
El 1 de mayo de 2006, Cherry Bomb debutó en Great Canadian Wrestling (GCW), donde rápidamente se alió con Jake O'Reilly, donde Cherry se convirtió en su mánager. En 2006, Cherry Bomb luchó en el Super Hardcore Anime Wrestling Expo show, una combinación del 10th Annual Anime North Convention y del GCW's Great Canadian Wrestling Expo show, donde hizo equipo con LuFisto y Darkston como el Team Sailor Moon donde derrotaron al Team Rocket (Timothy Dalton, Pandora and Steve Brown). Compitió en el torneo para determinar a la primera GCW W.I.L.D. Champion el 18 de noviembre del 2006, derrotó a Portia Pérez en la primera ronda, en la semifinal perdió ante la después ganadora del torneo Sirelda. Continuo compitiendo en GCW durante el 2007, haciendo equipo con Hayden the Destroyer para derrotar a Cody Deaner y Portia Pérez en el evento New Year's Evil el 12 de enero, y haciendo equipo con Sirelda para derrotar a Deanna Conda y Aurora el 13 de abril. El 14 de abril ganó el W.I.L.D. Championship derrotando a la campeona April Hunter, Hailey Rogers, y Miss Danyah en un fatal four-way match  en  Anarchy in Angus show. Defendió el campeonato ante Southside Stranglerette en un No disqualification, mantuvo el campeonato durante dos meses, perdió el campeonato el 22 de junio en el evento Random Acts of Violenceante Miss Danyah. El 7 de septiembre del 2007, Cherry Bomb sufrió una lesión en el cuellos durante su lucha contra Danyah, donde salió victoriosa. La lesión la dejó fuera durante nueve meses.

### Shimmer Women Athletes (2008–2016)

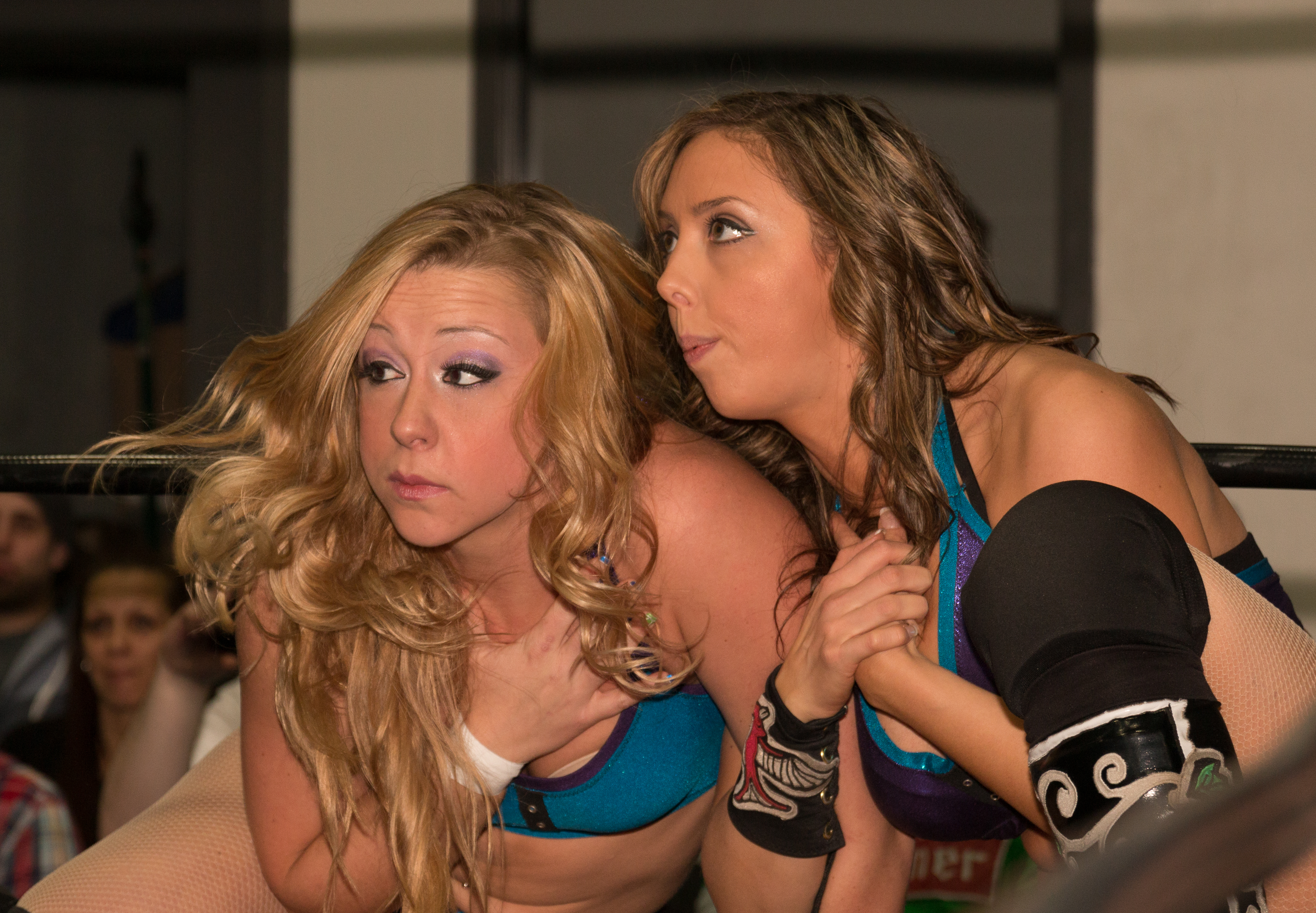
The Kimber Bombs: Kimber Lee, izquierda, y Cherry Bomb en 2014

Cherry Bomb tuvo su primera lucha en Shimmer Women Athletes como parte de la división SPARKLE, perdiendo contra Melanie Cruise el 19 de octubre del 2008. Cherry y Kimber Lee formaron un equipo en Shimmer, llamado Team Combat Zone después renombrado como The Kimber Bombs. En octubre del 2013, the Kimber Bombs retaron a 3G (Kellie Skater y Tomoka Nakagawa) por los Shimmer Tag Team Championship, pero no lograron ganar. En todo el 2014, the Kimber Bombs continuaron compitiendo en la división de parejas de Shimmer contra equipos como Leva Bates y Veda Scott, Ray y Leon, Bambi Hall y KC Cassidy, y The Buddy System (Heidi Lovelace y Solo Darling). El 11 de abril del 2015, The Kimber Bombs derrotaron a 3G ganando los Shimmer Tag Team Championship. Perdieron los títulos el 26 de junio del 2016 contra Evie y Heidi Lovelace.

### Otras promociones (2010–presente)

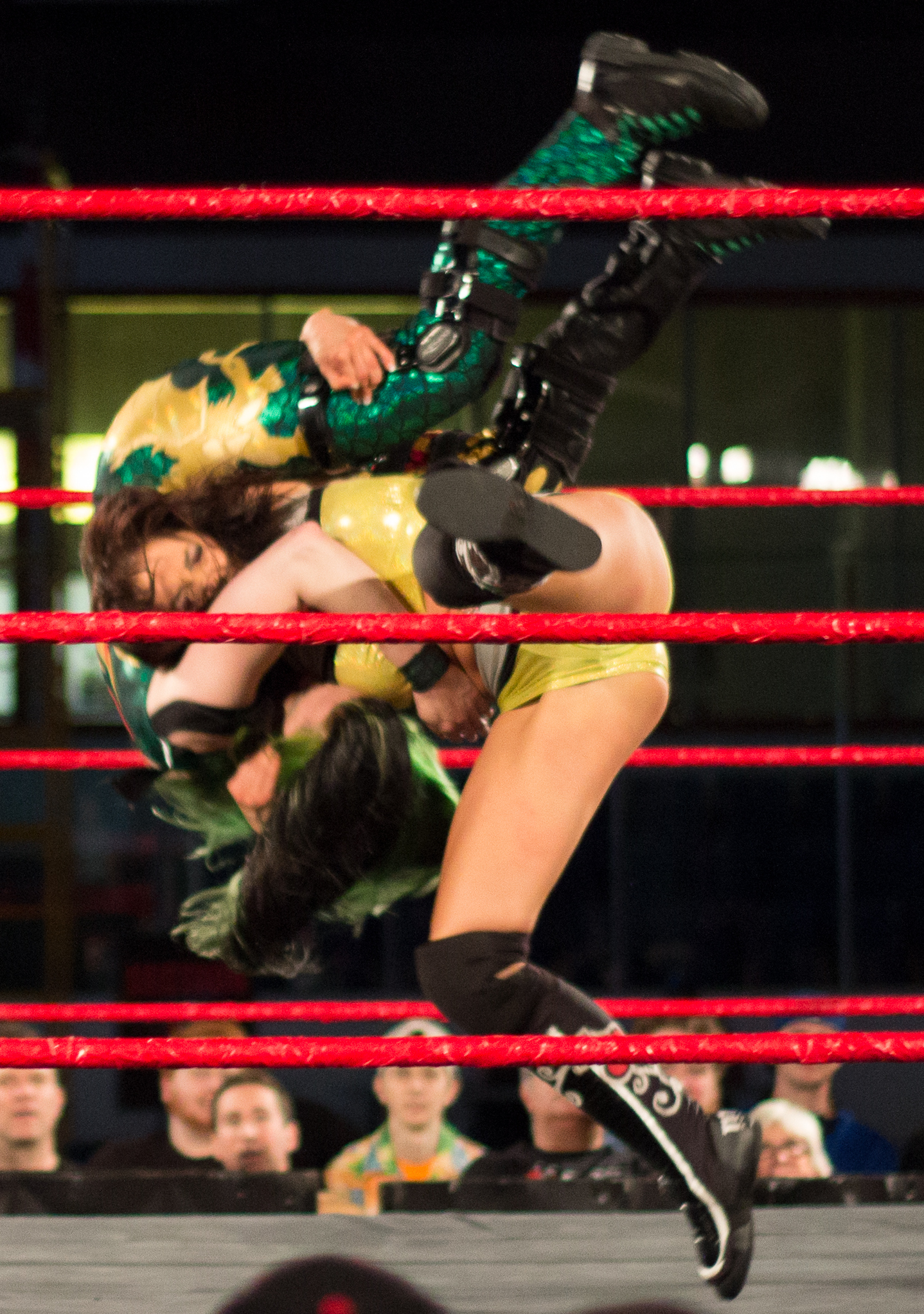
Cherry Bomb aplicando un Death Valley driver a MsChif durante un evento Ring of Honor en mayo de 2013

En junio del 2010, Cherry Bomb debutó en Women Superstars Uncensored (WSU), donde perdió ante Daizee Haze. Ganó el WSU Championship el 9 de mayo del 2015 derrotando a la campeona LuFisto.
Dennis el 17 de mayo del 2010 fue invitada para participar en un try-out match en World Wrestling Entertainment (WWE) en el episodio de Raw, y aparecion en un segmento con Goldust durante el show. En marzo del 2011, Dennis participó en el try-out camp en Florida Championship Wrestling, territorio de desarrollo.
En 2013, Cherry Bomb empezó a luchar para Ring of Honor, apareciendo en el evento  Ring of Honor Wrestling el 3 de marzo y el 5 de abril. En su debut perdió en un fatal Four way match contra MsChif, Athena, y Scarlett Bordeaux. Tuvo su primera Victoria en su segunda lucha contra MsChif en mayo.
Bajo el nombre de 'Allie' se anunció que tendría su debut en Asistencia Asesoría y Administración para ser parte del Lucha Libre World Cup (2016) en la división femenina. Fue parte del 'Team Canadá' junto con KC Spinelli, y la AAA Reina de Reinas Champion, Taya.

### Promociones japonesas (2010, 2012)
Cherry Bomb estuvo en un tour en Japón en noviembre del 2010. Hizo equipo con Sexy Star y Madison Eagles perdiendo contra Hailey Hatred, Yoshiko Tamura, y Makoto. Apareció en el evento Super FMW show, haciendo equipo con Sexy Star para derrotar a Senri Kuroki y Kaori Yoneyama. Cherry Bomb regreso a Japón en julio del 2012, debutando en Ice Ribbon ganándole a Kurumi. En un evento producido por Kaientai Dojo y Reina X World, Cherry Bomb hizo equipo con Aki Kanbayashi para derrotar a Alex Lee y Bambi en un tag team match.

### Shine Wrestling (2012–2016)
En julio del 2012, Cherry Bomb debutó en Shine Wrestling en el show inaugural donde fue derrotada por Christina Von Eerie. Regresó en febrero del 2014, donde the Kimber Bombs participaron en el torneo para determinar a la primera Shine Tag Team Champions; siendo eliminadas en la primera ronda ante las eventuales ganadoras del torneo The Lucha Sisters (Leva Bates y Mia Yim). The Kimber Bombs continuaron compitoendo en la división en parejas derrotando a the S-N-S Express (Sassy Stephie y Jessie Belle Smothers) en Shine 21, y en Shine 23, perdieron ante Legendary (Malia Hosaka y Brandi Wine) por los Shine Tag Team Championship. En su revancha en Shine 25, The Kimber Bombs ganaron los campeonatos. El 2 de octubre en Shine 30, The Kimber Bombs fueron despojadas de los títulos por Lexie Fyfe, debido a una lesión en la rodilla de Cherry.

### Combat Zone Wrestling (2012–2016)
Cherry Bomb empezó a aparecer en Combat Zone Wrestling (CZW) a finales del 2012, junto a su novio Pepper Parks. Perdió en su lucha de debut contra Nevaeh en Cerebral en octubre del 2012. Cherry Bomb y Parks rápidamente pasaron a ser Heel mejor conocidos como "fitness power couple", repartiendo consejos de salud y fitness para el público. Derrotaron a Greg Excellent y Candice LeRae en u mixed tag team match en Down with the Sickness 2013, después Cherry Bomb atacó a Excellent con una pesa rusa. Cherry Bomb y Parks continuaron el feudo con Excellent a finales de 2013, como resultado Cherry Bomb se ve forzada a conformar el Excellent's lifestyle, como un contrates distinto al gimmick de Cherry Bomb y Parks. El 8 de marzo del 2014 en CZW's High Stakes Parks derrotó a Excellent para ganar a Cherry Bomb devuelta con él.
En 2015, Cherry Bomb y Parks se aliaron con BLK Jeez, formando un equipo de villanos llamado como TV Ready. El 12 de diciembre en CZW's decimoséptimo evento Cage of Death, TV Ready ganaron los CZW World Tag Team Championship, derrotando a Dan Barry y Sozio. El 14 de mayo de 2016 TV Ready perdieron los CZW World Tag Team Championship ante Da Hit Squad en Prelude to Violence 2016, esta fue la última lucha de Cherry Bomb y Parks en CZW antes de firmar con Total Nonstop Action Wrestling.
El 10 de septiembre del 2016 Cherry Bomb regresó a CZW acompañando a su esposo Pepper Parks y BLK Jeez como TV Ready retando a Da Hit Squad por los CZW World Tag Team Championship, perdiendo la lucha.

### Total Nonstop Action Wrestling/Impact Wrestling (2013, 2015, 2016–2019)
Dennis empezó a aparecer en TNA el 5 de diciembre del 2013 en la edición de Impact Wrestling en una lucha perdiendo contra, Gail Kim.
Dos años después en 2015, Dennis apareció otra vez el 14 de febrero bajo el nombre de Cherry Bomb en el evento One Night Only Knockouts Knockdown 3 perdiendo ante Gail Kim una vez más. Dennis regresó en TKO: Night of Knockouts el 24 de abril donde derrotó a Jade perdiendo por descalificación.
El 17 de marzo del 2016, Dennis apareció otra vez en One Night Only Knockouts Knockdown 4 bajo su nombre real derrotando a Velvet Sky, pero perdió la gauntlet match en el evento central.
El 23 de marzo del 2016 feu anunciado que Dennis firmó un contrato con TNA. Bajo el nombre de Allie y aliándose con Maria Kanellis Bennet y Sienna después se reveló que Allie era la aprendiz de María, estableciéndose como Heel en el proceso. Dennis debutó haciendo equipo con Sienna perdiendo ante Gail Kim y Jade en un tag team match. 
El 25 de agosto del 2016 durante el especial Turning Point, Allie ganó el TNA Knockouts Championship en un Five–way match contra la campeona Sienna, Madison Rayne, Marti Bell y Jade. Allie cubrió a Madison después de que Bell la noqueara con un bastón, ganando el Knockouts Championship por primera vez en su carrera. El 1 de septiembre en Impact, Allie perdió el título ante María después de que la obligara a dejarse recibir la cuenta de 3. Tras esto, iniciaría un feudo con María por sus malos tratos (incluyendo disfrazarse con motivos de burla), y luego con Lauren Van Ness, ya que Allie había iniciado una relación con Braxton Sutter y María se oponía, presentando a Laurel como una mejor candidata. Para asegurarse de su éxito, María amenazaba a Sutter con despedir a Allie si no salía con Laurel. El 23 de febrero de 2017, Laurel y Braxton contraerían matrimonio, pero Sutter se negó alegando que era correspondido a Allie. María intento despedir a Allie pero esta la atacó y al mismo tiempo que Sutter y Mike Bennett se atacaban, Van Ness caería en un pozo depresivo el cual se transformaria en su nuevo gimmick. Tras la salida de los Bennett, Allie y Sutter continuaron el feudo con Van Ness, ahora implicando también a Sienna y Kongo Kong. En un episodio de Impact, Sienna y Van Ness atacaron a Allie pero esta fue rescatada por Rosemary, la exmiembro de Decay. Ambas empezaron a hacer equipo defendiéndose la una a la otra, formando el equipo Demon x Bunny.
El 8 de marzo Allie volvió a ganar por segunda vez el Campeonato de Knockouts de Impact derrotando a Laurel Van Ness. El 22 de marzo Allie logró defender su título ante Sienna en un episodio de Impact Wrestling. Al finalizar la lucha, Braxton salió para disculparse con ella por lo que había hecho pero una luchadora desconocida salió y atacó a Allie. Se trataba de Su Yung, quien debutaba en Impact. En Redemption, Allie derrotó a Yung, reteniendo el campeonato. El 26 de abril, Allie volvió a retener el campeonato ante Taya Valkyrie. Tras la lucha, fue nuevamente atacada por Yung, sin embargo Rosemary acudió en su ayuda. La semana siguiente, Rosemary y Yung tendrían una lucha mano a mano, la primera le pidió a Allie que no interviniera. Previo a la lucha, Yung atacó a Rosemary en compañía de su ejército de Novias Caminantes. Al ver a su compañera en desventaja, Allie intentó rescatarla, a pesar de que Rosemary le pidió que huyera. Mientras las novias controlaban a Allie, Yung metió a Rosemary en un ataúd, el cual fue incinerado la semana siguiente (debido a una lesión legítima de Rosemary). Luego, Allie cayo en un pesar por su amiga, y en el episodio del 24 de mayo, apareció con una nueva apariencia, similar a la que Rosemary lucía, desafiando a Yung y apostando su Campeonato en un Last Rites Match (Casket Match), en el evento Under Pressure. En el evento, transmitido el 31 de mayo, Yung consiguió meter en el ataúd a Allie, ganando el Campeonato en el proceso.
El 23 de marzo de 2019, Allie anunció su salida de la empresa.

### All Elite Wrestling (2019-2023)
El 21 de marzo de 2019, se informó que Allie había firmado un contrato con All Elite Wrestling. El 29 de junio, Allie debutó en Fyter Fest con una victoria tras derrotar a Leva Bates. El 31 de agosto, Allie apareció en el evento de All Out de All Elite Wrestling en el pre-show en el Women's Casino Battle Royale por una oportunidad por el Campeonato Mundial Femenino de AEW eliminando a Brandi Rhodes y siendo eliminada por Nyla Rose. El 8 de octubre en el primer episodio de AEW Dark, Allie hizo equipo con Dr. Britt Baker D.M.D. donde salieron victoriosas ante Bea Priestley y Penelope Ford.
El 27 de noviembre de AEW Dynamite, Allie debutó una variación de su personaje de "Dark Allie" "The Bunny" que aparece como mánager/valet para su esposo The Blade y su compañero "The Butcher" (Andy Williams) haciendo una entrada a través de un agujero en la alfombra del ring y atacando a Cody, cambiándose a heel en el proceso.
En mayo de 2020, Allie dejó de aparecer con The Butcher and The Blade y comenzó una historia romántica con QT Marshall, volviéndose face en el proceso. En el episodio del 2 de junio de AEW Dark, Allie llegó con Marshall a la arena en un automóvil corvette y lo acompañó al ring para su encuentro con Brandi Rhodes y el compañero de equipo de Marshall Dustin Rhodes.
Después de un par de meses de manejar a Marshall y Rhodes, Allie regresó a la competencia dentro del ring en el episodio del 16 de junio de AEW Dark, haciendo equipo con Brandi Rhodes y derrotando al equipo de Kenzie Paige y Red Velvet. Allie y Brandi, ahora conocidas como "The Nightmare Sisters", ingresaron al Torneo de la Copa de Parejas Femenina, que comenzó el 3 de agosto. Las Nightmare Sisters avanzaron a la final, cuando fueron derrotadas por el equipo de Diamante e Ivelisse.
En el episodio del 20 de octubre de AEW Dark, Allie volvió a ser heel cuando regresó como The Bunny y se alineó con el stable de Eddie Kingston, traicionando a Marshall durante su combate contra Pentagón Jr.  El 4 de agosto de 2021, en Homecoming, The Bunny fue derrotado por Leyla Hirsch en una lucha para determinar el retador del Campeonato Mundial Femenino NWA en NWA EmPowerrr. En el episodio del 5 de noviembre de AEW Rampage, The Bunny participó en el Torneo pof el Campeonato AEW TBS donde se enfrentó a Red Velvet en la primera ronda y perdió. Después de meses de disputas, Bunny se asoció con Penelope Ford para enfrentarse a Anna Jay y Tay Conti en una pelea callejera en el episodio del 31 de diciembre de Rampage, que perdieron.  El 23 de febrero de 2022, The Bunny se enfrentó a Jade Cargill en Dynamite por el Campeonato TBS que The Bunny perdió. El 30 de marzo en Dynamite, The Bunny participó en la Copa AEW Owen Hart donde se enfrentó a Toni Storm y perdió.
El 8 de febrero del 2023, en el episodio especial de Dynamite llamado Championship Fight Night, The Bunny se enfrentó a la campeona mundial femenina de AEW Jamie Hayter en una lucha eliminatoria por el campeonato.  Durante la lucha, The Bunny supuestamente resultó herido, lo que luego fue confirmado en junio por The Butcher que The Bunny sufrió una fractura de hueso orbital. Bunny fue eliminada de la lista del sitio web de AEW el 9 de noviembre de 2023 después de que ambas partes acordaron mutuamente separarse y poner fin a su estancia de 4 años en la empresa.

## Otros medios
Dennis poso en 2010 para Nearly Naked Ladies en un calendario de lucha, para ayudar a Canadian Breast Cancer Foundation. Apareció como ella misma en el film Beat Down en 2011.

## Vida personal
El 21 de septiembre del 2013 Dennis se casó con el luchador profesional Jesse Guilmette, más conocido como Braxton Sutter, quien también es su pareja en el Kayfabe de Impact.
Dennis además es una vegana muy activa, compartiendo su régimen en las redes sociales y participando de jornadas y charlas sobre el movimiento.

## En lucha

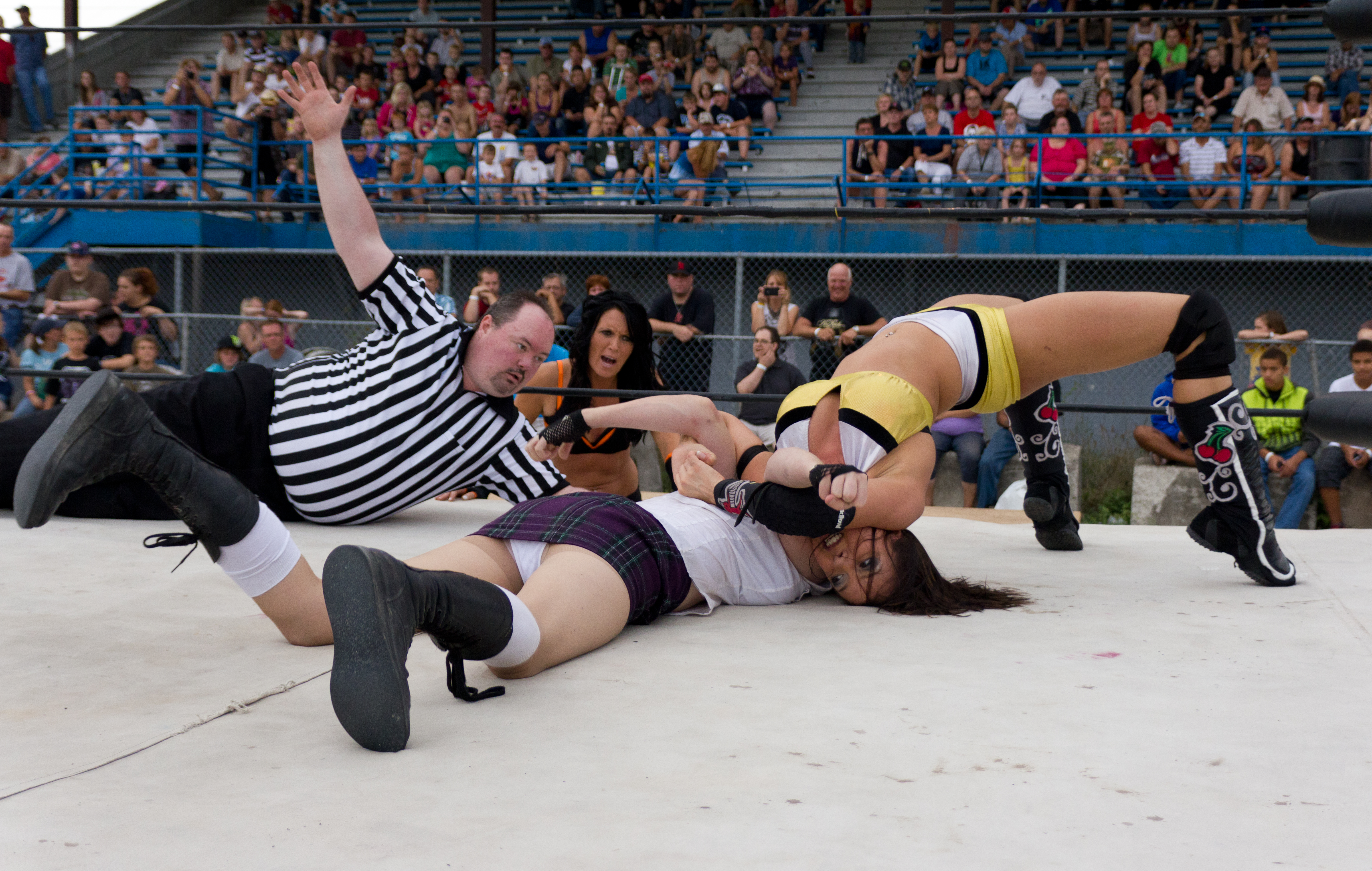
Cherry Bomb aplicando su Anger as Beauty

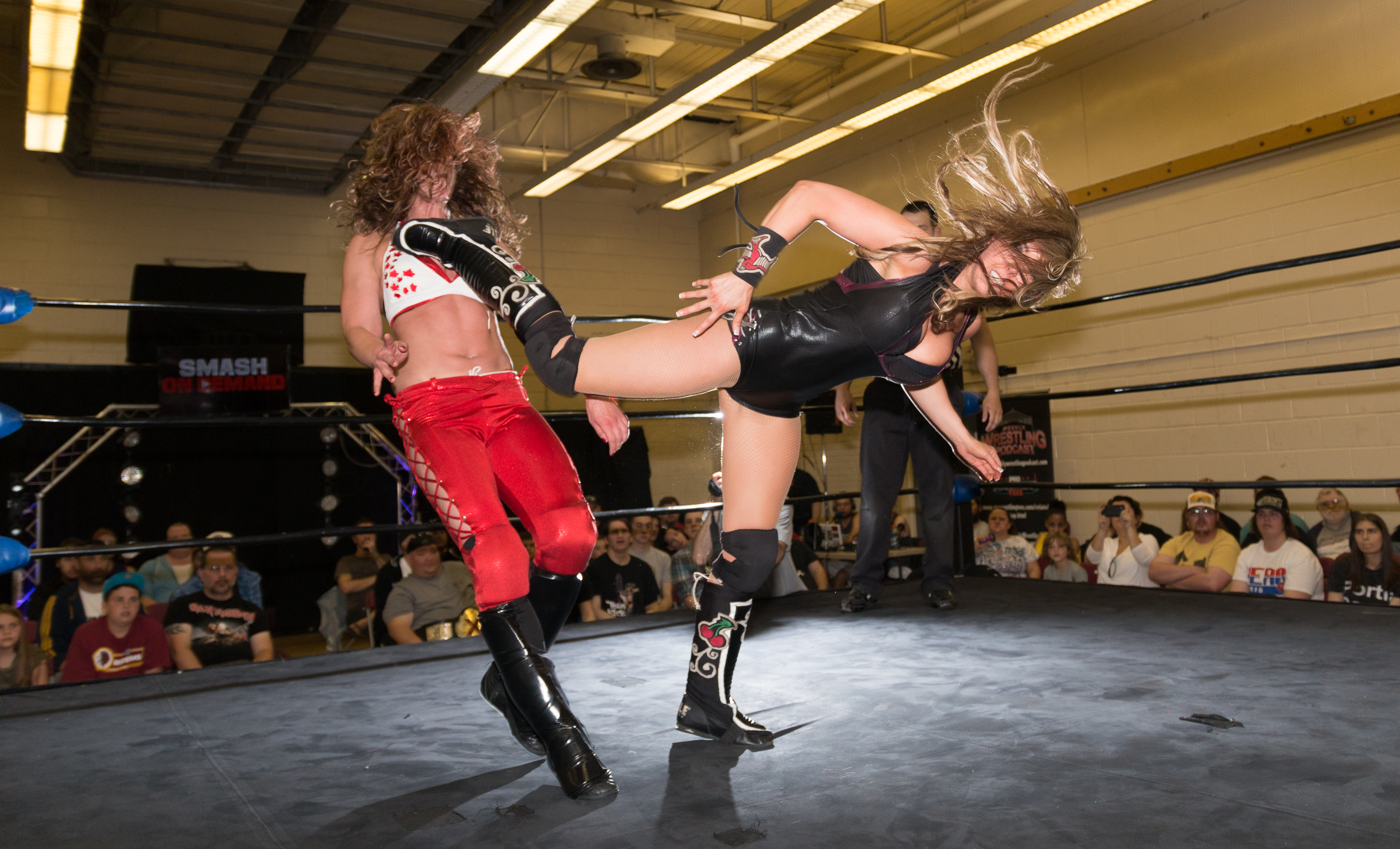
Cherry Bomb aplicando un BSE – Best Superkick Ever sobre Danyah

- Movimientos finales
  - Anger as Beauty[41][83] (Bridging double chickenwing)
  - BSE – Best Superkick Ever (Superkick)[84][85]
  - Cherry Popper (Sitout facebuster)[86]
  - Allie Valley Driver Death Valley Driver
  - Double Knee Facebuster
- Movimientos de firma
  - Cherry Choke (Top rope chokehold)[86]

- - Diving crossbody[86]
  - Dropkick[86]
  - Thesz press[8][86]
  - Tilt-a-whirl headscissors takedown[86]
  - Sitout jawbreaker
- Luchadores dirigidos
  - Jake O'Reilly[7]
  - Braxton Sutter/Pepper Parks/The Blade (IMPACT!/AEW/Circuito independiente)[87]
  - Andy Williams/The Butcher
  - Maria
  - Sienna
  - Rosemary
  - Su Yung
  - James Mitchell
  - Eddie Kingston
  - Matt Hardy

## Campeonatos y logros
- All Elite Wrestling
  - Dynamite Awards (1 vez)

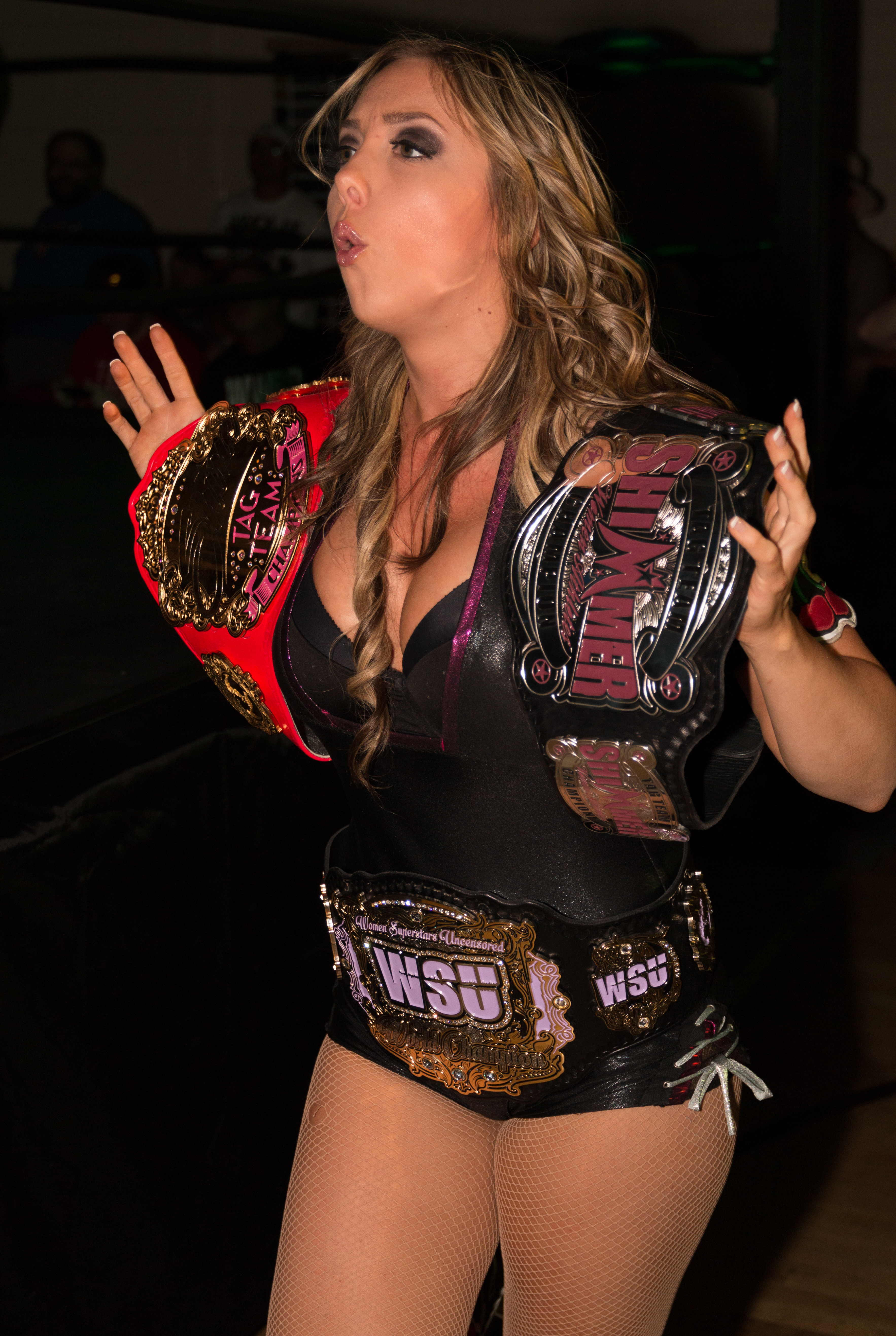
Cherry Bomb con el WSU Championship alrededor de su cintura, el Shimmer Tag Team Championship en su hombro derecho, y el Shine Tag Team Championship en su hombro izquierdo.

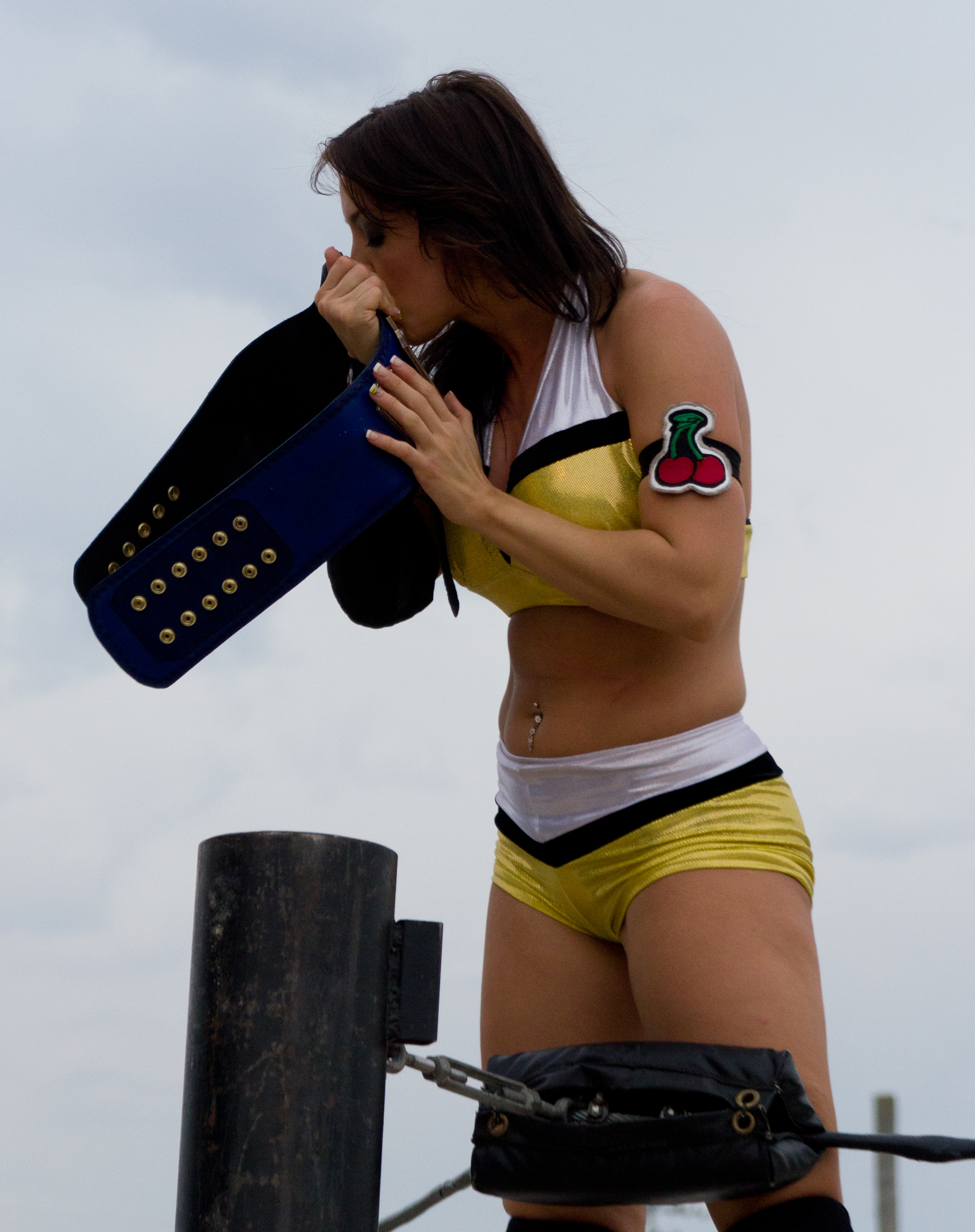
Cherry Bomb como la CCW Women's Champion.

    - Biggest WTF Moment (2022) – TayJay (Anna Jay and Tay Conti) vs. The Bunny and Penelope Ford in a Street Fight on New's Year Smash (December 31)
- Classic Championship Wrestling
  - CCW Women's Championship (2 veces)[1]
- Great Canadian Wrestling
  - W.I.L.D. Champion (1 vez)[18][21]
- Ontario Indy Wrestling Awards
  - Female Wrestler of the Year (2009)[88]
- Ontario Wrestling's Indy Elite
  - Ranked 1 in the 2009 OWIE Top 30[89]
- Pro Wrestling Illustrated
  - Situada en el N°48 en los PWI Female 50 de 2009
  - Situada en el N°44 en los PWI Female 50 de 2010
  - Situada en el N°40 en los PWI Female 50 de 2011
  - Situada en el N°42 en los PWI Female 50 de 2012
  - Situada en el N°28 en los PWI Female 50 de 2013
  - Situada en el N°26 en los PWI Female 50 de 2014
  - Situada en el Nº8 en el PWI Female 50 en 2015.
  - Situada en el Nº15 en el PWI Female 50 en 2016.
  - Situada en el N°17 en los PWI Female 50 de 2017
  - Situada en el Nº16 en el PWI Female 100 en 2018.
  - Situada en el Nº17 en el PWI Female 100 en 2019.
- Pro Wrestling Xtreme
  - PWX Women's Champion (1 vez)[86]
- Shimmer Women Athletes
  - Shimmer Tag Team Championship (1 vez) – with Kimber Lee[33]
- Shine Wrestling
  - Shine Tag Team Championship (1 vez) – with Kimber Lee[47]
- Squared Circle Wrestling
  - Girls Grand Prix 2 (2013)[90]
- Total Nonstop Action Wrestling/Impact Wrestling
  - TNA/Impact Knockouts Championship (2 veces)[91]
  - Turkey Bowl (2017) – con Eddie Edwards, Richard Justice, Fallah Bahh, y Garza Jr.

- Women Superstars Uncensored
  - WSU Championship (1 vez, actual)[92]